# Серьёзный человек
«Серьёзный человек» (англ. A Serious Man) — чёрная комедия братьев Коэн, вышедшая в американский прокат 2 октября 2009 года. Российская премьера состоялась 25 февраля 2010 года. Главную роль исполнил Майкл Стулбарг. Номинировалась на премию «Оскар» за лучший фильм года.

## Пролог
Фильм открывается прологом-притчей. На дворе начало XX века, и действие происходит в галицийском местечке. Диалоги ведутся полностью на идише. За окном снежная буря. Велвл (Аллен Рикман) возвращается домой из поездки и сообщает жене Доре (Елена Шмуленсон), что по дороге у телеги отлетело колесо, но ему помог установить его ни кто иной, как её знакомый — реб Трайтл Грошковер (Файвуш Финкель), дядя её подруги Песл. В благодарность за помощь он пригласил его «на суп». Жена в ужасе сообщает ему, что Бог проклял их, послав им диббука, так как Грошковер скончался от тифа 3 года назад. Между тем, кто-то вдруг громко и настойчиво начинает стучать в дверь. На несколько мгновений устанавливается напряжённая пауза. Всё-таки супруги открывают дверь. На пороге стоит реб Грошковер и просит впустить его погреться. Муж сразу же решает, что жена ошиблась, и что реб Грошковер на самом деле жив. Жена же абсолютно убеждена, что это диббук и, схватив нож для колки льда, протыкает гостя. На груди Грошковера появляется кровавое пятно, однако он не умирает. Едва держась на ногах и прижимая ладонь к окровавленной груди, Грошковер уходит, исчезнув в снежной буре. Муж — в шоке, он думает, что жена совершила убийство. Жена тоже испугана, но удовлетворена своими действиями: она прогнала диббука.

## Сюжет
В 1967 году Лоренс (Ларри) Гопник (Майкл Стулбарг) — университетский профессор физики, живёт со своей семьей в городе Сент-Луис-Парк, пригороде Миннеаполиса, штат Миннесота. В семье разлад: — его сын Дэнни постоянно тайком курит марихуану; дочь Сара ворует деньги из кошелька отца, чтобы накопить на пластическую операцию по коррекции формы носа; жена Джудит (Сари Ленник) хочет развестись, получив требующийся по законам иудаизма официальный документ, чтобы выйти замуж за вдовца Сая Эйблмана (Фред Меламед).
В дополнение к этому, его брат-неудачник Артур (Ричард Кайнд) уже несколько месяцев ночует на диване в доме Ларри, работая над безумным нумерологическим трактатом. Джудит и Сай настаивают на том, чтобы Ларри и Артур переехали жить в мотель, после чего Джудит снимает все деньги с их совместного банковского счета, оставляя Ларри без гроша. Тем не менее, от Ларри требуют решения семейных проблем — разобраться с соседом, который незаконно отобрал часть газона с участка Ларри, а также подчиняться настойчивым требованиям сына исправить телевизионную антенну, чтобы он мог смотреть свой любимый сериал.
На пикнике на берегу реки старая знакомая Ларри (Катрин Боровиц) настаивает на том, чтобы Ларри поговорил с раввином Нахтнером, чтобы получить совет как справляться со своими проблемами. Ларри назначает встречу с раввином Нахтнером, но его принимает младший раввин Скотт Гинзлер (Саймон Хелберг), которого Нахтнер попросил «подменить» его. Всё, что говорит молодой раввин, не кажется убедительным Ларри.
В университете студент из Южной Кореи Клайв пытается дать Ларри взятку за оценку, которая позволит ему продолжить обучение и получать стипендию. Обнаружив оставленный Клайвом конверт с несколькими тысячами долларов, Ларри вынужден объясняться с отцом Клайва, который угрожает подать в суд за взятку, если Ларри возьмёт деньги, или за клевету, если Ларри расскажет о попытке подкупа. Положение осложняется тем, что со дня на день должен решиться вопрос о постоянном контракте Ларри, но Комитет по контрактам получил несколько анонимных писем, очерняющих его.
Ларри попадает в аварию и разбивает свой автомобиль, но сам остается невредим. Одновременно, в другой автокатастрофе и в ту же минуту погибает Сай Эйблман. По настоянию Джудит, Ларри вынужден взять на себя похоронные расходы, так как завещание Сая должно пройти утверждение судом.
Ларри дожидается встречи с основным раввином — Нахтнером (Джордж Уайнер). Тот рассказывает ему притчу о еврее-стоматологе, обнаружившем на внутренней стороне зубов пациента-нееврея письмена на древнееврейском языке. На вопрос Ларри, что означают эти надписи, и что Бог хотел этим сказать — Нахтнер не предлагает никакого вразумительного ответа. Ларри крайне разочарован — по всей видимости, раввин Нахтнер не в состоянии ему помочь.
Первый сон Ларри: он в университетской аудитории читает студентам лекцию о том, что никогда нельзя точно сказать, что на самом деле происходит. Как только он заканчивает объяснения длинной цепи формул и отпускает студентов, он видит покойного Сая Эйблмана в аудитории. Сай говорит о том, что он-то знает, что на самом деле происходит. Сай оказывается рядом с Ларри; он настаивает, чтобы Ларри посоветовался с раввином Маршаком, после чего начинает яростно бить Ларри головой о доску с написанными мелом формулами, повторяя: «Я-то знаю, что происходит. Я имел твою жену, Ларри, я имел её серьёзно, вот что происходит. Сходи к Маршаку!». В ужасе Ларри просыпается.
Третий и старший по возрасту раввин Маршак — крайне уважаемый за мудрость, но отошедший от дел. С некоторого времени он ограничил своё участие в жизни общины поздравлениями мальчиков после бар-мицвы. Ларри пытается получить у него аудиенцию — ничего не получается. «Ребе занят» — говорит ему женщина-секретарь. «Не похоже, что он занят!» — кричит Ларри, видя раввина Маршака в бездействии. «Он думает» — утверждает женщина, отказывая Ларри.
Некоторое облегчение наступает для Ларри, когда он посещает дом своей соседки Миссис Самски (Эми Ландекер), муж которой «всё время в разъездах». Ларри видел её с крыши дома, когда пытался починить антенну — она загорала голой в шезлонге около своего дома. Миссис Самски предлагает Ларри сигарету с марихуаной — но тут раздаются звуки сирены полицейской машины. Это привезли брата Артура — в наручниках. Обвинения серьёзны — приставания к мальчикам и содомия. Очередные расходы для Ларри — на адвокатов для брата.
Второй сон Ларри: он с братом на берегу пограничной реки. На другом берегу реки — Канада. Ларри даёт брату конверт с деньгами, полученными от Клайва. Артур садится в лодку и начинает грести в сторону Канады. В это время раздается выстрел — окровавленный Артур падает замертво. Ларри видит, что стрелявшие — его сосед (который отобрал у него часть газона) с сыном. По команде отца сын направляет ствол на Ларри и стреляет. Ларри просыпается с криком.
День бар-мицвы Дэнни. Он накурился марихуаны и не сразу соображает, что ему нужно делать. Однако, собравшись, ему удается прочитать отрывок из Торы с блеском. Ларри и Джудит млеют от счастья — Джудит выражает сожаление в связи с недавними неприятностями, и утверждает, что Сай всегда относился к Ларри хорошо, и даже написал несколько писем в Комитет по постоянным контрактам. Похоже, именно эти письма были анонимными обвинениями Ларри — поскольку ранее Ларри спрашивал, не были ли эти письма написаны на несовершенном английском, предполагая, что это происки Клайва или его отца.
После завершения церемонии Дэнни идёт в дом раввина Маршака, где раввин цитирует строки из песни «Somebody to Love» американской группы «Jefferson Airplane». Затем он возвращает транзисторный радиоприёмник, который был конфискован у Дэнни ранее. Дэнни с облегчением находит 20 долларов, которые он оставил в чехле приёмника. Деньги он украл у сестры (которая, в свою очередь, украла их из кошелька отца), чтобы отдать Фейглу — известному задире в своем классе, в уплату за марихуану, которой тот снабжает всех одноклассников.
Позже заведующий кафедрой Ларри (Ари Хоптман) намекает, что решение о постоянном контракте принято в пользу Ларри. Жизнь, казалось бы, налаживается. Но тут Ларри открывает письмо, адресованное ему — это счёт на 3000 долларов от адвоката, которого он нанял для своего брата. Денег нет. Соблазн велик. Ларри раздумывает несколько минут, а потом мы видим, как он исправляет балл корейского студента на проходной.
В ту же минуту раздается телефонный звонок. Доктор Шапиро настаивает, чтобы Ларри немедленно пришёл, с целью обсудить результаты его рентгенографии. Похоже, результаты крайне тревожны. В это же время, огромная чёрная воронка торнадо приближается к еврейской школе. Пока престарелый учитель копается в поисках подходящего ключа от убежища, Дэнни пытается отдать 20 долларов Фейглу — но тот не обращает внимания — все смотрят на приближающийся торнадо, который вот-вот накроет город.

## В ролях
Пролог
- Аллен Льюис Рикман — Велвл
- Елена Шмуленсон — Дора, жена Велвла
- Файвуш Финкель — Реб Трайтл Грошковер — диббук

Основной фильм
- Майкл Стулбарг — Ларри Гопник
- Сари Вагнер Ленник — Джудит Гопник
- Аарон Вольф — Дэнни Гопник
- Джессика МакМанус — Сара Гопник
- Ричард Кайнд — Артур Гопник
- Фред Меламед — Сай Эйблман
- Саймон Хелберг — Младший раввин Скотт Гинзлер
- Эми Ландекер — Миссис Самски, соседка Ларри
- Джордж Вайнер — Раввин Нахтнер
- Алан Мандел — Раввин Маршак
- Адам Аркин — Дон Милграм
- Катрин Боровиц — Мими Нудель
- Брент Брауншвейг — Митч Брандт — сосед Ларри
- Дэвид Канг — Клайв
- Стив Парк — отец Клайва
- Майкл Лернер — Соломон (Сол)

## Музыка
Через весь фильм проходит один из главных хитов 1967 года, когда происходит действие, — «Somebody to Love» группы Jefferson Airplane. На протяжении фильма несколько раз слышна песня на идише «Слёзы мельника» (дэм милнерс трэрн; музыка и слова Марка Варшавского) в исполнении Сидора Беларского. Также заметное место занимает композиция «Machine Gun» Джими Хендрикса.

## Восприятие
Фильм был неоднозначно воспринят кинокритиками, хотя преобладали положительные отзывы.
Главные роли на тот момент исполнили малоизвестные актёры из театральных сообществ Лос-Анджелеса и Нью-Йорка. Высоко оценил фильм Ричард Корлисс, кинообозреватель журнала Time. По его мнению, весь сюжет — каталог социальных прегрешений, больших и малых, которые совершают против главного героя его ближние. Протагонист имеет научный склад ума; он слишком серьёзен, чтобы признать отсутствие глубинного смысла за полосой неудач в своей жизни. Характерен кафкианский комментарий, которым он заканчивает лекцию студентам о принципе неопределённости: «Даже если вы ничего не поняли, вам придётся отвечать на ближайшем экзамене». Роджер Эберт поставил фильму высший балл, расценивая его с достаточно традиционных позиций — как переосмысление библейского рассказа о праведном Иове. Среди актёров он выделил Стулбарга, который играет не загнанную в угол жертву депрессии, а человека, ещё полного надежды и не способного поверить в то, что с ним происходит. Все актёры, согласно Эберту, блестяще справились со своими ролями, хотя и не принадлежат к числу «звёзд».
Киновед Джонатан Розенбаум заявил, что, хотя он никогда не был поклонником «презрительно-высокомерного шаржирования» человечества со стороны братьев Коэнов, «Серьёзный человек» показался ему одним из самых интересных их фильмов. И, несмотря на то, что, по его мнению, Коэны никогда не подберутся так близко к Кафке, как это сделал Кубрик с его фильмом «С широко закрытыми глазами», Розенбаум высоко оценил вкус Коэнов к сюрреалистическому кошмару, отметив, однако, неоправданность некоторых наиболее странных задумок авторов, например, идеи пролога. Говоря про склонность Коэнов к стилистическому пастишу, Розенбаум обратил внимание на особую чудаковатость их героев, в чём обнаружил сходство с творчеством сюрреалиста Дэвида Линча. В частности, манеры и поведение миссис Самски критик признал скопированными с одного из персонажей «Головы-ластика», первой ленты Линча. Помимо этого, с Линчем, по мнению Розенбаума, Коэнов сближает использование приёма остранения, наиболее яркими примерами использования которого он называет сцены сновидений, и в особенности притчу раввина Нахтнера про дантиста. Другому же критику о Линче напомнил «уютный городок», выбранный в качестве фона событий. Писатель Уиллиам Кобб сравнил «Серьёзного человека» с рассказом Владимира Набокова «Знаки и символы» о нездоровых попытках главного героя прочесть тайнопись судьбы в самых обыденных предметах и происшествиях. Как и фильм, рассказ Набокова заканчивается зловещим звонком телефона.
Кинокритик Элла Тэйлор назвала фильм довольно неуклюжим и отметила, что «Серьёзный человек» мог бы стать прекрасной экзистенциальной комедией, если бы «не был похоронен под лавиной уродливой еврейской иконографии». Отмечая обилие неприятных персонажей-евреев («в сравнении с которыми даже обязательный антисемит фильма выглядит привлекательно»), Тэйлор заключает: «Разве „Серьёзный человек“ — это плод еврейского отвращения к самому себе? Трудно сказать, хотя бы потому, что, помимо Мардж Гандерсон, одного из величайших творений американского кино, почти каждый персонаж, созданный Коэнами, призван подтвердить их собственное превосходство». С ней соглашается авторитетный кинокритик Джим Хоберман: «Я не считаю, что Коэны ненавидят себя. Напротив. Они кажутся демократичными в своём презрении и чрезмерно довольными собой. Однако, учитывая безразличные, если не сказать неприязненные, этнические карикатуры, показательно, а также жутко, узнать, что Коэны считают это своим самым личным проектом». По мнению британского кинокритика Райана Гилби, самый личный из проектов Коэнов (которые росли в Миннесоте примерно в то время, которое показано в фильме) лишний раз демонстрирует ограниченность их эмоций и стилистики (замешанной на по-кубриковски маниакальном стремлении к тотальному контролю над созданием фильмов о невозможности контроля над чем бы то ни было).
В рецензии, опубликованной The New York Times, А. О. Скотт увидел посыл фильма в следующем: «Человеческое существование и попытки его осмыслить пусты и тщетны, хотя над ними можно неплохо посмеяться». Михаил Трофименков дал фильму подзаголовок: «Людям здесь не место». С точки зрения Скотта, высмеивают авторы фильма Бога, играют они в Бога или играют на его стороне — понять нет никакой возможности, да это и не важно. Сходную точку зрения высказал и Роман Волобуев. Все попытки Ларри постичь суть происходящего с ним, все разговоры с раввинами, докторами, юристами не производят никакого эффекта, кроме молчания, околесицы и смеха в зрительном зале. Для Коэнов раввины — чудаки и жулики в той же степени, что и адвокаты с психоаналитиками, полагает Трофименков, ибо за буквой закона давно нет никакого духа, что в религии, что в праве.
Не все зрители посчитали удачным пролог к фильму. Если трактовать фильм как притчу о бессмысленной случайности как главной движущей силе мира, то и сам пролог не имеет смысла. Тем не менее большинство рецензентов попытались извлечь на поверхность якобы зашифрованные в нём смыслы. Например, Энтони Скотт считает, что своим творчеством Коэны компенсируют отсутствие смысла и завершённости в реальном мире; как и сам фильм, пролог — это притча о праведнике. Михаил Трофименков полагает, что значение вводной сценки становится ясно только в финале: главный герой неизлечимо болен, он — диббук, живой мертвец, зомби. Гилби трактует пролог как сатирическую притчу о том, что в метафизическом плане человек обречён — вне зависимости от активности своей жизненной позиции. Ларри стоически пассивен и, в отличие от Бартона Финка, не страдает самодовольством, однако и на него вываливается такой же ушат «нелепо-случайных жестокостей», как и на самоуверенных и предприимчивых до суетливости героев других коэновских фильмов.

## Награды и номинации
| Премия                              | Категория                                | Номинант              | Результат |
| ----------------------------------- | ---------------------------------------- | --------------------- | --------- |
| «Оскар»                             | Лучший фильм                             | Джоэл Коэн, Итан Коэн | Номинация |
| «Оскар»                             | Лучший оригинальный сценарий             | Джоэл Коэн, Итан Коэн | Номинация |
| «Золотой глобус»                    | Лучшая мужская роль — комедия или мюзикл | Майкл Стулбарг        | Номинация |
| BAFTA                               | Лучший оригинальный сценарий             | Джоэл Коэн, Итан Коэн | Номинация |
| «Выбор критиков»                    | Лучший фильм                             |                       | Номинация |
| «Выбор критиков»                    | Лучший оригинальный сценарий             | Джоэл Коэн, Итан Коэн | Номинация |
| «Независимый дух»                   | Лучший режиссёр                          | Джоэл Коэн, Итан Коэн | Номинация |
| «Независимый дух»                   | Лучшая операторская работа               | Роджер Дикинс         | Победа    |
| «Независимый дух»                   | Премия имени Роберта Олтмена             |                       | Победа    |
| «Спутник»                           | Лучшая фильм — комедия или мюзикл        |                       | Номинация |
| «Спутник»                           | Лучшая мужская роль — комедия или мюзикл | Майкл Стулбарг        | Победа    |
| «Спутник»                           | Лучший оригинальный сценарий             | Джоэл Коэн, Итан Коэн | Номинация |
| «Спутник»                           | Лучшая операторская работа               | Роджер Дикинс         | Номинация |
| «Империя»                           | Лучшая комедия                           | Джоэл Коэн, Итан Коэн | Номинация |
| Национальный совет кинокритиков США | Лучший оригинальный сценарий             | Джоэл Коэн, Итан Коэн | Победа    |
| Национальный совет кинокритиков США | Топ 10 лучших фильмов года               |                       | Победа    |
| Премия Гильдии сценаристов США      | Лучший оригинальный сценарий             | Джоэл Коэн, Итан Коэн | Номинация |